# Długosiodło
Długosiodło [dwuɡɔˈɕɔdwɔ] là một làng ở Wyszkow County, Mazowieckie, ở phía đông-trung tâm Ba Lan. Đó là khu hành chính của Gmina Długosiodło. Nó nằm cách khoảng 21 kilômét (13 mi) về phía đông bắc của Wyszków và 73 km (45 mi) về phía đông bắc Warsaw.

## Lịch sử
Długosiodło là nơi diễn ra cuộc chiến giữa những hiệp sĩ của Công quốc Masovia và lực lượng kết hợp đại diện cho các chiến binh và các hiệp sĩ của Công quốc Lithuania dưới hoàng tử Mendog (Mindaugas) hoặc thủ lĩnh Treniota, Yotvingians, Ruthenians của Halych dưới hoàng tử Shvarno. Laden với chiến lợi phẩm và tù nhân từ cuộc đột kích vào Masovia (trong số những thành công khác trong cuộc đột kích năm 1362, họ đã chiếm thủ đô Płock, giết hoàng tử Siemowit I của Masovia, bắt con trai Konrad II của Masovia và chiếm giữ thành trì của Jazdó, ngày nay là Ujazdów Warsaw).
Các hiệp sĩ Masovian đã thua trong Trận Długosiodło vào ngày 5 tháng 8 năm 1262.
Vào tháng 9 năm 1939, Đức quốc xã đã chiếm Długosiodło. Vào tháng 10 cùng năm, toàn bộ người dân Do Thái được lệnh rời đi trong vòng một giờ, từ bỏ nhà cửa và chỉ lấy những gì họ có thể mang theo.
Làng có dân số 2.020 người.